# Théodore Pescatore
Pour les articles homonymes, voir Pescatore.
Théodore Pescatore était un homme politique luxembourgeois, né le 6 février 1802 à Lorentzweiler (département des Forêts, Premier empire français) et mort le 23 août 1878 (grand-duché de Luxembourg).

## Biographie
Après la révolution belge il fut l'un des trois fondateurs du corps franc luxembourgeois, créé le 3 octobre 1830 avec Jean-Bernard Marlet et Dominique Claisse, et qui s'en alla à Bruxelles pour combattre lors de la guerre belgo-néerlandaise menant à l'indépendance de la Belgique le 4 octobre 1830 et à l'annexion du grand-duché de Luxembourg le 16 octobre 1830.

## Mandats et fonctions
- Membre de l'Assemblée constituante luxembourgeoise de 1848
- Président de la Chambre des députés du Luxembourg : 1853-1855, 1861-1866